# Wolf Kahler
Wolf Kahler (ur. 3 kwietnia 1940 w Kilonii) – niemiecki aktor filmowy, telewizyjny i głosowy.

## Kariera
W latach 1975–2012 pojawiał się w wielu anglojęzycznych produkcjach filmowych i telewizyjnych. Jedną z jego wcześniejszych ról była rola Wilhelma II Hohenzollerna w filmie Zagadka wyspy. Do jego bardziej znanych kreacji należy m.in. rola Dietricha w filmie Poszukiwacze Zaginionej Arki, księcia w filmie Barry Lyndon, Jurija Andropowa w filmie Firefox i doktora Hoffmanstahla w filmie Sherlock Holmes: Gra Cieni. W miniserialu Kompania braci wcielił się w postać generała Wehrmachtu. Oprócz tego jego głos można usłyszeć w kilku grach komputerowych.

## Filmografia

### Filmy
- Barry Lyndon (1975)
- Orzeł wylądował (1976)
- Maszeruj lub giń (1977)
- Komandosi z Navarony (1978)
- Chłopcy z Brazylii (1978)
- Zagadka wyspy (1979)
- The Lady Vanishes (1979)
- Gruby szlif (1980)
- Wilki morskie (1980)
- At the Fountainhead (1981)
- Poszukiwacze Zaginionej Arki (1981)
- Modlitwa o miłość (1981)
- Firefox (1982)
- Remembrance (1982)
- Podniebna droga do Chin (1983)
- Przewaga (1983)
- Twierdza (1983)
- Zet i dwa zera (1985)
- Tożsamość Bourne’a (1988)
- Światło w mroku (1992)
- Okruchy dnia (1993)
- Backbeat (1994)
- Loch Ness (1996)
- Blask ognia (1997)
- Britannic (2000)
- Zaginiony batalion (2001)
- Charlotte Gray (2001)
- Bridget Jones: W pogoni za rozumem (2004)
- Haber (2008)
- Szanghaj (2010)
- Sherlock Holmes: Gra cieni (2011)
- Full Firearms (2012)
- Rabusie kontra zombie (2012)
- Wonder Woman (2017)

### Telewizja
- The Sandbaggers (1980)
- Tajemniczy przeciwnik (1982)
- Przygody Sherlocka Holmesa (1984)
- Space (1985)
- Parszywa dwunastka 2 (1985)
- Parszywa dwunastka 3 (1987)
- Szpieg doskonały (1987)
- Wojna i pamięć (1988)
- Kroniki młodego Indiany Jonesa (1992)
- Soldier Soldier (1993)
- Kavanagh QC (1999)
- Dalziel i Pascoe (2000)
- Kompania braci (2001)
- Red Cap (2001)
- London (2004)
- Dziewczyna z kawiarni (2005)
- The Somme – From Defeat to Victory (2006)
- George Gently – Bomber's Moon (2008)
- Fleming: The Man Who Would Be Bond (2014)